# Levi Ankeny

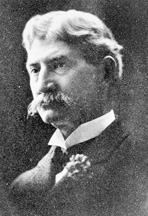
Levi Ankeny

Levi Ankeny (* 1. August 1844 in St. Joseph, Missouri; † 29. März 1921 in Walla Walla, Washington) war ein US-amerikanischer Politiker, der den Bundesstaat Washington im US-Senat vertrat.

## Biografie
Levi Ankeny zog mit seinen Eltern 1850, im Alter von sechs Jahren, nach Portland, Oregon, wo er den größten Teil seiner Kindheit und Jugend verbrachte. Nach dem Besuch einer Landwirtschaftsschule absolvierte Ankeny die Kingsley Academy, an der er seinen Abschluss in Betriebswirtschaftslehre erlangte. Er zog daraufhin nach Idaho, wo er in Lewiston, Orofino und Florence als Geschäftsmann tätig war. Mitte der 1860er Jahre wurde Ankeny zum ersten Bürgermeister von Lewiston gewählt, eine Funktion, die sein erstes politisches Amt bedeutete. 1867 heiratete er Paulina Nesmith, die Tochter von Senator James Nesmith aus Oregon; beide bekamen fünf gemeinsame Kinder.
Zu Beginn der 1870er Jahre zog Ankeny nach Washington und ließ sich in Walla Walla nieder. Hier fand er im Bankwesen eine berufliche Zukunft, der er im Lauf der kommenden 30 Jahre nachging. Im Jahr 1902 kandidierte er erfolgreich als Parteimitglied der Republikaner für einen Sitz im Senat der Vereinigten Staaten. Die Amtszeit Ankenys ging vom 4. März 1903 bis zum 3. März 1909. Im Jahr 1908 verzichtete er auf eine weitere Kandidatur. Ankeny, der in den 1910er Jahren erneut als Banker erfolgreich war, starb im März 1921.